# Grewia cissoides
Grewia cissoides là một loài thực vật có hoa trong họ Cẩm quỳ. Loài này được Hutch. & Dalziel mô tả khoa học đầu tiên năm 1927.